# Mãnh Hải
Huyện Mãnh Hải (勐海县; bính âm: Měnghǎi Xiàn, Mường Hai) là một huyện thuộc Khu tự trị dân tộc Thái Tây Song Bản Nạp, Vân Nam, Trung Quốc.

## Hành chính
Huyện Mãnh Hải được chia thành 11 đơn vị hành chính cấp hương, gồm 6 trấn, 2 hương và 3 hương dân tộc. Ngoài ra huyện này còn có 1 nông trường là đơn vị ngang cấp hương trực thuộc.
- Trấn: Mãnh Hải (勐海镇), Đả Lạc (打洛镇), Mãnh Hỗn (勐混镇), Mãnh Già (勐遮镇), Mãnh Mãn (勐满镇), Mãnh A (勐阿镇)
- Hương: Mãnh Tống (勐宋乡), Mãnh Vãng (勐往乡)
- Hương dân tộc: Hương dân tộc Cáp Nê: Cách Lãng Hoà (格朗和哈尼族乡), Hương dân tộc Bố Lãng: Bố Lãng Sơn (布朗山布朗族乡), Hương dân tộc Cáp Nê và dân tộc Bố Lãng: Tây Định (西定哈尼族布朗族乡)
- Đơn vị ngang cấp hương: Nông trường Lê Minh (黎明农场)

## Địa lý
Huyện Mãnh Hải nằm ở biên giới phía tây nam của Trung Quốc, phía tây nam của tỉnh Vân Nam, phần phía tây của Khu tự trị dân tộc Thái Tây Song Bản Nạp, phía đông của thành phố cấp huyện Cảnh Hồng, về phía đông bắc lân cận là quận Tư Mao thuộc địa cấp thị Phổ Nhĩ,phía tây bắc là huyện Lan Thương và phần biên giới dài 146,56 km phía tây và nam giáp với Myanmar.

## Giao thông
- Sân bay gần nhất là Sân bay Gasa Tây Song Bản Nạp
- Quốc lộ 214
- Từ cảng Đả Lạc, có thể đi đến Thái Lan qua Myanmar, đây là con đường gần nhất từ Trung Quốc đến Thái Lan bằng đường bộ.

## Đặc sản
Huyện Mãnh Hải là quê hương của "trà Phổ Nhĩ" nổi tiếng trong và ngoài nước và là nơi sản xuất trà sớm nhất ở Trung Quốc. Bốn mùa thích hợp cho cây lúa sinh trưởng, cho chất lượng gạo trù phú, từ xa xưa nơi đây được mệnh danh là “vựa lúa phía nam Vân Nam”, là cơ sở sản xuất ngũ cốc và đường cấp quốc gia.